# Eugen Bönsch

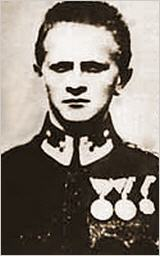
Eugen Bönsch

Eugen Bönsch (* 1. Mai 1897 in Groß Aupa, Österreich-Ungarn; † 24. Juli 1951 in Ehrwald, Österreich) war einer der erfolgreichsten Jagdflieger der k.u.k. Luftfahrtruppen im Ersten Weltkrieg.

## Leben
Bönsch trat 1915 als Freiwilliger in die k.u.k. Armee ein. Nach der Grundausbildung wurde er auf eigenen Wunsch zu den Luftfahrtruppen versetzt. Zunächst war er Mechaniker bei der Fliegerersatzkompanie 6 in Wiener Neustadt, bis er 1917 in der Fliegerersatzkompanie 8 zum Feldpiloten ausgebildet wurde. Danach wies man ihn der Jagdfliegerkompanie Flik 51J bei Haidenschaft an der Isonzofront zu, bei welcher er bis Kriegsende blieb. Späterer Befehlshaber der Einheit war Oberleutnant Benno Fiala von Fernbrugg. Bönschs Einheit wurde gegen Kriegsende in zunehmendem Maße zur Infanterieunterstützung eingesetzt. Während der Schlacht von Vittorio Veneto errang er trotz der drückenden Überlegenheit der alliierten Fliegerkräfte mehrere Luftsiege.
In der Zwischenkriegszeit betrieb Bönsch ein Gasthaus, die Wiesenbaude nahe dem Riesengebirgskamm, und ließ sich von Edmund Schneider die Segelflugzeuge Wiesenbaude 1 und Wiesenbaude 2 fertigen. Im Zweiten Weltkrieg wurde er als Hauptmann in die deutsche Luftwaffe eingezogen und war Kommandeur des Fliegerhorsts Oschatz in Sachsen.